# Kill Shot
《Kill Shot》（或译作《致命枪杀》）是由Hothead Games制作与发行的第一人称射击游戏，于2014年发行于iOS和Android平台。游戏中，玩家将扮演一名特种部队士兵消灭敌人。该游戏获得了褒贬不一的评价，对该游戏的批评主要集中在其付费模式上。截至2017年4月，该游戏的下载量已超过7500万。

## 玩法

游戏截图

游戏中，玩家将扮演一名特种部队士兵，其任务是消灭那些不务正业的危险无赖。游戏中的地图为模拟中东战争时期的各地区。游戏中，玩家可通过滑动屏幕来瞄准敌人，使用平视显示器左下角的图标放大瞄准，使用滑块进一步调整缩放，再按下右下角的按钮进行射击。若命中目标，则镜头将追随子弹以慢动作移动，直到显示目标中弹死亡的画面。玩家需要完成任务以收集游戏内货币，游戏中超过500个任务可供选择。任务中，玩家必须杀死一定数量的敌人。错过的目标可能会逃跑，导致游戏失败。玩家可以使用游戏内货币或付费升级装备，以完成难度更高的“黑色行动”任务。玩家还可以参与为期28天的每日挑战。游戏中也有特殊的多人游戏模式。

## 反响
根据汇总媒体Metacritic，对该游戏的评价“褒贬不一或中庸”。Pocket Gamer虽批评了该游戏的模型和动画以及使用真实货币升级的系统，但称其“在一种兴奋的、完全一次性的方式中仍然非常令人愉快”。Gamezebo的布列塔尼·文森特（Brittany Vincent）给它打了3/5颗星，赞扬了《Kill Shot》有很多游戏任务和大量等级可提升，但批评其任务类型重复，严重依赖微交易。148apps.com的珍妮弗·艾伦（Jennifer Allen）给它打了3/5颗星，并写道“《Kill Shot》经常令人满意，但它过于死缠硬磨的应用内购买会让你感到有点沮丧”。
截至2017年4月，该游戏的下载量已超过7500万。游戏曾获得App Store超300次推荐，收入刷新20个国家的历史榜单，在58个国家下载量第一、147个国家下载量前五。

## 法律诉讼
2014年11月，Glu Mobile起诉Hothead Games，指控《Kill Shot》抄袭了《猎鹿人2014》。2015年8月，Hothead Games在庭外和解。

## 续作
续作《Kill Shot Bravo》于2015年11月17日发行。